# G2 Esports
G2 Esports (зазвичай відома просто як G2) є європейською мультиігровою кіберспортивною організацією, зі штаб-квартирою в Берліні, (Німеччина). Організація була заснована 24 лютого 2014 року як Gamers2 колишнім професійним гравцем у League of Legends Карлосом «ocelot» Родрігесом та інвестором Йенсом Хілгерсом.Була перейменована на G2 Esports 15 жовтня 2015 року.

## League of Legends
Gamers2 розпочали  виступ у League of Legends у 2014 році з початковим складом топ-ленера Джеспера «Jwaow» Strandgren, Джунглером Себастьяном «Morden» Естебаном Фернандесом, AD несуть Soler «Yuuki60» Florent та підтримку Hugo «Dioud» Padioleau.
Команда брала участь у весняному розширювальному турнірі, обігравши Reason Gaming у посівній грі та Team Strix у 1-му раунді. G2 вибула з турніру у 2-му раунді після побиття n! Факультетом.
G2 Esports було перейменовано на Gamers2 після відбору на весняний сезон EU LCS 2016.
G2 закінчив 2016 EU LCS Spring Split регулярний сезон на 1 місці. У плей-офф вони перемогли Fnatic перед перемогою в LCS ЄС 2016 року в Роттердамі після побиття Origen. Це також означало, що вони кваліфікувались для Запрошувальний середин сезону 2016 року турнір у Шанхаї. G2 представляв би Європу на змаганнях проти 5 інших команд. Однак за кілька тижнів до турніру команда взяла сумнозвісні канікули і прибула на турнір непідготовленою. Через це вони програли 8 із 10 ігор, їхні лише дві перемоги проти найслабших команд там.
G2 стала першою командою, яка стала коронованою чемпіоном LEC після того, як вона виграла свій інавгураційний розкол 14 квітня 2019 року, підсумком 3-0 проти «Origen».
В 2020 LEC Spring Split, G2 вийшов першим у регулярному сезоні, але програв свій перший матч плей-офф проти LAD Lions, в результаті потрапляючи до групи невдах. Звідти команда виграла три залишкові матчі та врешті-решт виграла розкол, претендуючи на свій сьомий титул та побивши рекорд, що належить Fnatic.

## Counter Strike
G2 Esports придбав список команди Kinguin 11 вересня 2015 року. G2 фінішував 3–4 в DreamHack Open: Клуж-Напока 2015. 20 січня 2016 року компанія G2 Esports оголосила про це FaZe Clan придбали свій міжнародний реєстр Counter-Strike.
G2 оголосив про новий франкомовний список 1 лютого 2016 року, який складався з колишніх гравців команди «TITAN». 9 квітня, незабаром після розміщення 9–12-го на Основний чемпіонат MLG: Коламбус, G2 оголосив, що Олександр «Bodily» Піанаро замінить Кевіна «Ex6TenZ» Друланаса.
G2 посів 2-е місце у фіналі ESL Pro League Season 3 16 травня 2016 року, програвши 2–3 Game-shine у гранд фіналі. G2 Esports виграв чемпіонат Series Esports Сезон 1 після перемоги над «Excellency» у фіналі 26 червня 2016 року. З 3 лютого 2017 року 3 гравці з команди «EnVyU» приєднались до G2 Esports. Кенні "kennyS"Schrub, Dan" apEX «Madesclaire і Nathan» NBK «Schmitt тим самим формують» Французьку супер команду «. Заміненими ними гравцями був Аділ» ScreaM «Бенрлітом, який приєднався до команди EnVyUs, Седрик» RpK "Гіпуй, який також Команда EnVyUs та Едуард «SmithZz» Dubourdeaux, який був головним тренером G2 Esports.
У листопаді 2018 року «JACKZ» і «Lucky» приєдналися до G2, тоді як «SmithZz» та «Ex6TenZ» перейшли на лаву запасних.[26]8 березня 2019 року «AmaNEk» приєднався до G2, замінивши «Bodyy» в активному складі.[27][28]30 вересня 2019 року G2 придбав «Nexa» та «Hunter» у «CR4ZY», замінивши «Lucky» та «Shox» у складі.
В 2022 році вони підписують молодого гравця Іллю «m0NESY» Осипова.
З 2022 року G2 Esports продовжили активно змагатися на найвищому рівні в дисципліні Counter-Strike: Global Offensive, а з 2023 року — також у Counter-Strike 2. Протягом цього періоду команда здобула кілька великих титулів і неодноразово змінювала склад.
У грудні 2022 року G2 виграли турнір BLAST Premier: World Final 2022, перемігши у фіналі Team Liquid з рахунком 2:0. Це стало першим великим LAN-трофеєм для команди з 2017 року. Найкращим гравцем турніру було визнано Іллю «m0NESY» Осипова. На завершення року G2 посіли третє місце в світовому рейтингу HLTV.
На початку 2023 року G2 тріумфували на турнірі IEM Katowice 2023, перемігши у фіналі Heroic з рахунком 3:1. MVP турніру став Неманья «huNter-» Ковач. У серпні команда здобула титул IEM Cologne 2023, де у фіналі обіграла ENCE, а найціннішим гравцем став Нікола «NiKo» Ковач.
У листопаді 2023 року було проведено перші суттєві зміни в складі: Джастін «jks» Севедж був переведений до запасу, а на його місце повернувся Немања «nexa» Ісакович. У грудні головний тренер Ян «Swani» Мюллер залишив команду, а його місце зайняв польський ветеран Віктор «TaZ» Войтас.
У червні 2024 року G2 виграли IEM Dallas 2024, перемігши Team Vitality з рахунком 2:1. Через відсутність капітана Гокона «HooXi» Нюгорда, команду на турнірі тимчасово підсилив Джеккі «Stewie2K» Єган. MVP змагання вдруге став m0NESY. Згодом HooXi та nexa залишили склад, а до команди приєдналися Малбер «malbsMd» Дельгадо та Януш «Snax» Погожельський.
У липні–серпні 2024 року G2 посіли друге місце на Esports World Cup, поступившись у фіналі Natus Vincere, а у вересні здобули перемогу на BLAST Premier: Fall Final 2024. Після цього команда також стала чемпіоном BLAST Premier: World Final 2024.
На початку 2025 року стало відомо про перехід NiKo до команди Team Falcons. Замість нього у січні до складу G2 приєднався ізраїльський гравець Нікіта «HeavyGod» Мартиненко. У квітні команду залишив m0NESY, якого тимчасово замінив Олекс «hades» Міськевич. Після невдалого виступу на мейджорі BLAST.tv Austin 2025 відбулися значні кадрові перестановки: до команди приєдналися Альваро «SunPayus» Гарсія, Еета «sAw» Саха та Матуш «MATYS» Шимко, а Snax і hades залишили склад. Також клуб припинив співпрацю з тренером TaZ.
Станом на липень 2025 року команда демонструє нестабільні результати. Після другого місця на PGL Major Bucharest 2025, G2 не змогли досягти високих позицій на наступних турнірах: IEM Dallas 2025, PGL Astana 2025, BLAST.tv Major: Austin 2025 та IEM Cologne 2025, вибувши на ранніх етапах.
| Країна               | Нік            | Повне ім'я                |
| Основний склад       | Основний склад | Основний склад            |
| -------------------- | -------------- | ------------------------- |
| Боснія і Герцеговина | huNter         | Неманья Ковач (Капітан)   |
| Гватемала            | malbsMd        | Маріо Самайоа (Ріфлер)    |
| Словаччина           | MATYS          | Матуш Шимко (Ріфлер)      |
| Іспанія              | SunSayus       | Альваро Гарсія(Авапер)    |
| Ізраїль              | HeavyGod       | Нікіта Мартиненко(Ріфлер) |
| Тренер               |                |                           |
| Фінляндія            | sAw            | Еету Саха                 |

## Досягнення
- 2-nd — PGL Major Stockholm 2021
- 1-st — DreamHack Відкриті тури 2017
- 1-st — ESL Pro League 5 сезон
- 1-st — DreamHack Masters Malmö 2017
- 3-rd — EPICENTER 2017
- 5-th — серія BLAST Pro Копенгаген 2017
- 7-th — ESL Pro League 6 сезон Європа
- 9–10-th Intel Extreme Masters 12 сезон — Окленд